# Josef van Eimern
Josef van Eimern (* 16. März 1921 in Till bei Kleve; † 10. Januar 2008 in Freising) war ein deutscher Forst- und Agrarmeteorologe.

## Leben
Josef van Eimern studierte Meteorologie an der Rheinischen Friedrich-Wilhelms-Universität Bonn. Während des Zweiten Weltkrieges war er als meteorologischer Beobachter bei Fernerkundungsflügen der Luftwaffe eingesetzt. Nach Ende des Krieges studierte er in Bonn zudem Mathematik, Physik, Geographie und Philosophie; 1948 wurde an der mathematisch-naturwissenschaftlichen Fakultät der Universität Bonn mit der Arbeit Schwankungen des natürlichen Wasserhaushaltes am linken Niederrhein unter besonderer Berücksichtigung der Grundwasserschwankungen zum Dr. rer. nat. promoviert. Gleichzeitig folgte das Staatsexamen für das Lehramt an höheren Schulen. Sein erstes berufliches Engagement fand er beim nationalen Meteorologische Dienst der Bundesrepublik Deutschland, aus dem 1952 der Deutsche Wetterdienst (DWD) hervorging.
Josef van Eimern richtete 1956 die Agrarmeteorologische Versuchs- und Beratungsstelle in Weihenstephan ein. Parallel habilitierte er sich 1964 mit der Darstellung Untersuchungen über das Klima in Pflanzenbeständen als Grundlage einer agrarmeteorologischen Beratung, insbesondere für den Pflanzenschutz an der Technischen Universität München, lehrte an der TUM wie auch der FH Weihenstephan als Privatdozent. Nach mehreren Auslandsaufenthalten und Gastprofessuren erhielt er 1980 einen Ruf als Ordinarius für Bioklimatologie an die Georg-August-Universität Göttingen und Direktor des bei der Forstwissenschaftlichen Fakultät angesiedelten Instituts für Bioklimatologie. Als Emeritus lehrte er ab 1986 am Standort Freising der Technischen Universität München, dem Vorläufer der heutigen TUM School of Life Sciences. Er beschäftigte sich insbesondere mit der Waldökologie und dem so genannten Waldsterben.
Professor van Eimern war von 1979 bis 1981 Vorsitzender und von 1982 bis 1984 stellvertretender  Vorsitzender der Deutschen Meteorologischen Gesellschaft DMG.
Er war seit 1947 Mitglied der katholischen Studentenverbindung K.D.St.V. Ripuaria Bonn, später auch der K.D.St.V. Ascania Bonn, der FAV Rheno-Guestfalia Münden und der K.D.St.V. Agilolfia zu Freising-Weihenstephan, deren Ehrenband „optime merito“ er 1998 erhielt. Alle diese Verbindungen gehören dem Cartellverband der katholischen deutschen Studentenverbindungen (CV) an.
Prof. Dr. rer. nat Josef van Eimern starb am 10. Januar 2008 in Freising. Seine letzte Ruhestätte fand er auf dem dortigen Friedhof St. Georg.

## Schriften
- Schwankungen des natürlichen Wasserhaushaltes am linken Niederrhein unter besonderer Berücksichtigung der Grundwasserschwankungen, Dissertationsschrift, Bonn 1948
- Ergebnisse von Windschutzuntersuchungen in Hamburg-Garstedt 1952, Landwirtschaft – angewandte Wissenschaft, Hiltrup bei Münster 1954, zusammen mit Ernst Franken und Heinz Harries
- Lokalklimatische Untersuchungen im Raum der Harburger Berge und der benachbarten Elbniederung, Landwirtschaft – angewandte Wissenschaft, Hiltrup bei Münster 1954, zusammen mit Egon Kaps
- Über die Veränderlichkeit der Windschutzwirkung einer Doppelbaumreihe bei verschiedenen meteorologischen Bedingungen, Berichte des Deutschen Wetterdienstes (Nr. 32 = Band 5), Bad Kissingen 1957
- Untersuchungen reliefbedingter kleinklimatischer Fragen in Geländequerschnitten der hochmontanen und montanen Stufe des Mittel- und Südwestharzes, Berichte des Deutschen Wetterdienstes (Nr. 50), Offenbach 1959, zusammen mit Friedrich Karl Hartmann und Gisela Jahn
- Kleiner Leitfaden der Wetterkunde für Landwirtschaft, Obst- und Gartenbau, Stuttgart 1960 (mehrfach umfangreich bearbeitet und erweitert neu aufgelegt; zuletzt in Zusammenarbeit mit Hans Häckel als 4. Auflage unter dem Titel Wetter- und Klimakunde. Ein Lehrbuch der Agrarmeteorologie, Stuttgart 1984, ISBN 3-8001-4053-5)
- Untersuchungen über das Klima in Pflanzenbeständen als Grundlage einer agrarmeteorologischen Beratung, insbesondere für den Pflanzenschutz, Habilitationsschrift, München 1964 (im Druck unter diesem Titel als Nr. 96 der Reihe „Berichte des Deutschen Wetterdienstes“, Offenbach 1964)